# Ankieta audytoryjna
Ankieta audytoryjna – jedna z technik badawczych w socjologii i innych naukach społecznych polegająca na zebraniu w pewnej przestrzeni, zazwyczaj w pomieszczeniu, które w jakiś sposób związane jest z badaną kategorią (hala produkcyjna, klasa szkolna itd.) wybranej lub wylosowanej grupy osób i rozdaniu im ankiet do wypełnienia. Ankieter w takiej sytuacji nie przeprowadza wywiadu osobiście z każdym respondentem, ani nie odczytuje pytań, jedynie ogranicza się do podania celu prowadzonych badań i ewentualnie tłumaczy, jak ankietę należy wypełnić. W odróżnieniu od innych technik ankietowych w tym przypadku uzyskuje się prawie stuprocentową zwrotność materiału. Jednakże dla tego typu techniki zazwyczaj nie może być stosowany dobór próby reprezentatywnej.